# NGC 3721
NGC 3721 је лентикуларна галаксија у сазвежђу Пехар која се налази на NGC листи објеката дубоког неба.
Деклинација објекта је - 9° 28' 0" а ректасцензија 11h 34m 7,8s. Привидна величина (магнитуда) објекта NGC 3721 износи 14,5 а фотографска магнитуда 15,4. NGC 3721 је још познат и под ознакама NPM1G -09.0435, PGC 35727.